# ¡De pelos! Lo mejor de la Trevi
¡De pelos! Lo mejor de la Trevi es el primer álbum de grandes éxitos de la cantante mexicana Gloria Trevi. Publicado a finales de 1996 por la discográfica BMG Ariola en México e internacionalmente el 28 de enero de 1997 por RCA Records. El compilado, editado en tres formatos distintos, incluye catorce de sus éxitos durante la década de los noventa y dos remezclas de su clásico Dr. psiquiatra.

## Información del álbum
Gloria Trevi, quien cosechó éxitos desde su debut en 1989, hizo excelentes contribuciones al pop latino y rock en español. Cuando alguien tan grande como ella lo fue durante la primera mitad de los '90s, las compañías discográficas comúnmente publican colecciones con lo mejor de su repertorio. En el caso de Gloria, este fue el primero de varios que se publicarían posteriormente.
El contrato de Trevi con BMG Ariola no había expirado y la discográfica se vio obligada a sacar un álbum recopilatorio al mercado en 1996, durante las emisiones del programa conducido por la cantante, XETU Remix. Su primer grandes éxitos estuvo acompañado de la edición de un VHS con seis videos promocionales que marcaron su rotación en los canales de música. Igualmente el material de audio se editó en casete siendo el penúltimo lanzamiento de su carrera en este formato analógico (el último fue No soy monedita de oro en 1999).
Esta antología de 62 minutos con lo mejor de Trevi fue ensamblada por la división latina de BMG en 1996. A pesar de abarcar temas que representan sus diferentes etapas artísticas, pierde algunos cortes importantes y la discográfica cometió el error de ofrecer una remezcla techno de Dr. psiquiatra (uno de sus más grandes éxitos) en lugar de la versión original de 1989. Aunque es disfrutable, la versión original pudo haber sido más apropiada para la compilación. De igual modo, este material incluye piezas esenciales como La papa sin catsup (versionada en banda por Jenni Rivera en 2003), A gatas, Los borregos y Zapatos viejos. Mientras la mayoría de las selecciones fueron escritas por la cantante o traducidas al español por compositores latinos, hay un par de cóvers como Satisfecha de los Rolling Stones además de El último beso un éxito de J. Frank Wilson & the Cavaliers de 1964 (escrita por Wayne Cochran y trata sobre la tragedia adolescente ocurrida al comienzo de los años '60s. A pesar de que no es el recopilatorio ideal de la también actriz, hace un memorable recuento de su carrera musical.

## Lista de canciones
| "¡De Pelos! Lo Mejor De La Trevi" CD/Casete |                                               |                                                                  |          |  |
| N.º                                         | Título                                        | Escritor(es)                                                     | Duración |  |
| 1.                                          | «Dr. Psiquiatra (Remix)» (Versión Larga)      | Gloria Treviño                                                   | 6:40     |  |
| 2.                                          | «Pelo Suelto»                                 | Mary Morín                                                       | 3:26     |  |
| 3.                                          | «El Último Beso»                              | Wayne Cochran, Joe Carpenter, Randall Hoyal, Bobby McGlon, Omero | 3:56     |  |
| 4.                                          | «A Gatas»                                     | Morín, Armando Arcos                                             | 3:37     |  |
| 5.                                          | «La Papa Sin Cátsup»                          | César Lazcano                                                    | 3:32     |  |
| 6.                                          | «El Recuento De Los Daños»                    | Treviño                                                          | 3:54     |  |
| 7.                                          | «Zapatos Viejos»                              | Oscar Mancilla                                                   | 3:17     |  |
| 8.                                          | «Los Borregos (Remix)»                        | Treviño                                                          | 3:40     |  |
| 9.                                          | «Agárrate»                                    | Treviño                                                          | 2:58     |  |
| 10.                                         | «La Acera De Enfrente»                        | Morín                                                            | 2:58     |  |
| 11.                                         | «¿Qué Voy A Hacer Sin Él?»                    | Treviño                                                          | 3:22     |  |
| 12.                                         | «Hoy Me Iré De Casa»                          | Treviño                                                          | 4:16     |  |
| 13.                                         | «Satisfecha»                                  | Mick Jagger, Keith Richards, Treviño (Vers. Esp.)                | 4:41     |  |
| 14.                                         | «Ella Que Nunca Fue Ella»                     | Treviño                                                          | 3:45     |  |
| 15.                                         | «Si Me Llevas Contigo»                        | Treviño                                                          | 3:29     |  |
| 16.                                         | «Dr. Psiquiatra (Remix)» (Versión Para Radio) | Treviño                                                          | 3:53     |  |

| VHS |                             |          |  |
| N.º | Título                      | Duración |  |
| 1.  | «Dr. Psiquiatra»            | 3:36     |  |
| 2.  | «Pelo Suelto»               | 3:28     |  |
| 3.  | «Con Los Ojos Cerrados»     | 4:02     |  |
| 4.  | «La Acera De Enfrente»      | 4:11     |  |
| 5.  | «La Papa Sin Cátsup»        | 4:41     |  |
| 6.  | «El Recuento De Los Daños»  | 3:54     |  |
| 7.  | «Zapatos Viejos (Créditos)» | 1:52     |  |